# Chlorissa rubripicta
Chlorissa rubripicta là một loài bướm đêm trong họ Geometridae.